# 東京五輪音頭
《東京五輪音頭》（日语：／ Tōkyō gorin ondo */?；亦譯為《東京奧運音頭》）是1964年東京奧運的主題曲，於1963年6月23日發表，由古賀政男作曲、宮田隆作詞，以日本傳統民謠中的「音頭」所創作。歌名中的「五輪」為奧運的日語俗稱。

## 背景資料
在1959年於西德慕尼黑舉行的第55屆国际奥林匹克委员会会议上，東京在首輪投票中因取得過半票數而獲得了第18屆夏季奧運會的主辦權，隨開幕日逐漸近，為提昇及加強日本國民對奧運會的關心，日本放送協會（NHK）與東京奧運籌備委會、日本體育協會和東京都廳相討，提議創作一首富有日本民歌色彩的主題曲，最終採用了以音頭為歌曲結構的元素，並於1963年6月23日（即奥林匹克长跑日）發表。

## 版本
由於作曲者古賀政男所屬的唱片公司日本哥倫比亞罕有地將本曲的錄音權開放予其他同業，因而令本曲出現了多個不同歌手演繹的版本。其中以三波春夫（帝蓄，即現時TEICHIKU唱片）的版本最為暢銷，據統計其總銷售數量達130萬張以上；其他版本包括有橋幸夫（JVC）、三橋美智也（國王唱片）、坂本九（東芝）、北島三郎與畠山綠（日本哥倫比亞）、大木伸夫與司富子（寶麗多唱片）等。粗略估計，所有版本的總銷售量超過300萬張。
歌曲的大熱，令到1963年的第14回NHK紅白歌合戰終曲亦由慣常的「螢之光」改為本曲。而三波春夫也藉此曲第二次擔任白組壓軸。及後於1989年的第40回NHK紅白歌合戰中，三波春夫再次演唱本曲；而自2014年起連續三屆的NHK紅白歌合戰，亦分別由福田廣平（第65回、第67回）及伍代夏子（第66回）中翻唱，以代表東京第2次申辦奧運成功。

### 東京五輪音頭2020
為迎接2020年东京奧運會，東京奧運籌備委員會於2017年7月24日，公佈了新版本的「東京五輪音頭2020」，並在得到原填詞者宮田隆的家屬同意下，把原來的歌詞稍作修改：原曲第一節中的首句“那一天，在罗马眺望的明月”改为“在里约热内卢眺望的明月”；而為了提昇傷殘奧林匹克運動會的地位和認知度，在第2節及第4節中歌詞中，「奧林匹克」（オリンピック）一詞變更為「帕拉林匹克」（パラリンピック）；而第4節的歌詞也作出了較大的改動，以反映現時殘奧會由原來秋季改為於夏季舉行；亦新增了第五節歌詞。而相關的官式MV亦於8月4日正式發放，由石川小百合、竹原和生（藝名為「竹原Pistol」）及加山雄三擔任演唱。新版本既保留了原來版本的歌謠曲風格外，亦加入了藍調風格和流行曲元素。

## 外部連結
- 東京奧運官方網頁—「東京五輪音頭-2020」 （页面存档备份，存于）（日語）